# Villa Maria (Tegelen)
Villa Maria is een monumentaal pand en fabrieksvilla op de steilrand in Tegelen in de Limburgse gemeente Venlose. Het pand staat aan de Kaldenkerkerweg 73 en is een rijksmonument.

## Geschiedenis
Rond 1894 werd de villa gebouwd naar een ontwerp van de Roermondse architect Pierre Rassaerts in opdracht van kleiwarenfabrikant Alfred Russel (Russel-Tiglia). Op het omliggende erf stonden de voormalige fabrieksgebouwen. De klei werd gewonnen in een groeve op ongeveer een kilometer noordelijker in buurtschap Egypte en werd via een smalspoor van het Smalspoor Tegelen vervoerd en kruiste daarbij drie smalspoorviaducten.

## Bouwwerk
De villa is opgetrokken op een onregelmatig plattegrond en heeft een asymmetrische opzet. Het bestaat uit een hoofdvolume van twee bouwlagen plus een kapverdieping onder een met donkerblauwgesmoorde Bouletpannen en secundaire tuile-du-nordpannen gedekt samengesteld dak. Dit dak bestaat uit zadeldak met overstek dat loodrecht op de straat georiënteerd is en een haaks hierop overstekend zadeldak met lagere dakvoet maar hogere noklijn, dat aan de aankappende zijde is afgewolfd. Op het nokeinde staat een rijkelijk gestileerde piron voorzien van windvaan met jaartal. Op het dakschild aan de voorzijde bevindt zich een dakkapel onder aankappend zadeldakje met pironbekroning. De dakoverstekken rusten in alle kopgevels op opengewerkte, houten schoren, ondersteund door decoratieve kleine terracotta kraagstenen met portretkopjes. Aan de rechterzijde bevindt zich een eenlaagse uitbouw (laboratorium van Russel) onder een plat dak met op de hoek een overhoeks geplaatste tweelaagse toren op vierkant grondplan. Deze toren wordt gedekt door een achtzijdig tentdak met licht geprofileerde, overstekende goot op klossen met daarop een torenspits met siersmeedijzeren bekroning. Onder de overstekende goot bevindt zich een omlopend fries met decoratieve tegels in gele klei. In de onderste geleding van de toren bevindt zich een venster met detaillering en ornamentiek en grotendeels blind twee gekoppelde rondboogvormige luchtopeningen. In de bovenste geleding een versnijding boven een waterlijst van donkerbruin geglazuurde steen naar een octogonale bovenbouw met daarboven openingen die gebruikt werden als duiventil, met donkerbruin geglazuurde steen voor de afzaten. De gevels zijn uitgevoerd in rode baksteen in kruisverband die afgewisseld worden door diverse omlopende speklagen in gele verblendsteen, waterlijsten in donkerbruin geglazuurde steen en cordonlijsten met decoratieve tegels in gele klei of gele verblendsteen. De gevelopeningen zijn omlijst met geprofileerde steen, boven merendeels hardstenen dorpels en onder merendeels segmentbogen met in de bogen vormstukken in gele verblendsteen en piramidekoppen als sluitsteen. In de blinde boogvelden versieringen, veelal decoraties met terracotta kinderkopjes of siermetselwerk. De vensters van de parterre zijn deels voorzien van decoratieve vaasbalusters in de borstweringen. De voorgevel is drie traveeën breed met een rechter hoekrisaliet, eindigend in een tuitgevel. In de oksel bevindt zich een terras met natuurstenen trappen die naar de centraal gelegen ingang leiden. In de geveltop bevindt zich een reeks van vijf klimmende vensters, waarvan alleen de middelste beglaasd is en de overige vier blind zijn uitgevoerd, met toepassing van donkerbruin geglazuurde steen voor de afzaten. In de tweede bouwlaag is aan weerszijden van het venster het opschrift VILLA MARIA aangebacht. De blinde linker gevel eindigt in een tuitgevel waarin een reeks van zeven klimmende blindvensters met eerder genoemde detaillering en eveneens voorzien van donkerbruin geglazuurde steen voor de afzaten. 

## Monumentaal belang
- De villa heeft cultuurhistorische waarde vanwege de sociaal-economische ontwikkelingen in de Noord-Limburgse keramische industrie.
- Gebruik van voor de 19e eeuw innovatieve materialen.
- Typologische waarde vanwege de combinatie van fabrikantenwoning met laboratorium.
- Architectuurhistorische waarde vanwege materiaalgebruik van met name verglaasde steen, portretkoppen en keramisch tegelfries
- Ensemblewaarde vanwege situering nabij de voormalige kleigroeven aan de steilrand van Tegelen.
- Herkenbaarheidswaarde als fabrikantenwoning en wegens cultuurhistorische, architectuurhistorische en typologische zeldzaamheid.